# Vincenzo Verace
Vincenzo Verace (Manocalzati, prima metà del XVI secolo – Sant'Angelo a Scala, 1590) è stato un monaco cristiano italiano, uno dei più famosi del monastero di Montevergine, per essere l'autore della prima opera a stampa sulla storia del suo ordine religioso.

## Biografia
Si conosce poco della sua vita, prima dell'ordinazione sacerdotale. Oltre che per la sua opera di storico, Vincenzo Verace si distinse nell'Ordine perché fu sacerdote di importanti paesi della regione Campania e animatore di nuove fondazioni dei Verginiani, così chiamati dal nome dell'Ordine fondato nel XII secolo da San Guglielmo da Vercelli, che si ispirò alla Regola benedettina.
Nel 1567 Vincenzo Verace era sacerdote di Aversa (Caserta); nei due anni successivi a Candida (Avellino), poi nel 1570 a Montefusco (Avellino) e successivamente a Casamarciano (Caserta), Salerno, Lauro (Avellino). Dal 1574 al 1576 era di nuovo a Candida come definitore, e vi ritornò nel 1581.
Fu priore della nuova abbazia verginiana di Montefalcione (Avellino) nel 1583; e dal 1588 al 1590 ricoprì la stessa carica nell'abbazia di Sant'Angelo a Scala (Avellino). E in questo paese, alle falde di Montevergine, Vincenzo Verace morì il 2 agosto del 1590.
La sua opera storiografica più importante è intitolata La vera istoria dell'origine e delle cose notabili di Montevergine, curata da Tommaso Costo e pubblicata a Napoli nel 1585. Nella seconda edizione, del 1591, quando il Verace era già morto, risulta autore soltanto Tommaso Costo. Il manoscritto originale in latino, di cui l'edizione napoletana del 1585 è la traduzione, si intitola Cronica Congregationis et Monasterii Montis Virginis, 1576; esso è conservato nella Biblioteca Vaticana. A questa si aggiunge l'altra opera, di cui si ha solamente notizia da autori posteriori, intitolata Historia sanctissimae Imaginis quae in Virgiliano Monte Regni Neapolitani religiosissime colitur.
Vincenzo Verace non si dedicò soltanto alla ricerca storica del suo Ordine, ma si distinse anche perché fu l'animatore di alcune importanti nuove fondazioni.
Nel 1566 Barbato Ferrato, Vicario Generale della Congregazione, nominò procuratore di essa in Roma Vincenzo Verace per ottenere dalle competenti autorità un luogo nella città dove costruire una chiesa e un monastero di Montevergine; fu ottenuta chiesa di Sant'Agata dei Goti, nei pressi del Quirinale.
Grazie alla sua opera, un'altra fondazione verginiana sorse nella seconda metà del Cinquecento in Montefalcione (Avellino): il monastero di S. Maria di Loreto. I promotori di questo nuovo monastero fu Lucrezia Montefalcione, madre dei marchesi Ottavio e Antonio Poderico.

## Opere
- Chronica congregationis et monasterii Montis Virginis, 1576, manoscritto della Biblioteca Apostolica Vaticana, codice Chigi R. II 42.
- La Vera Istoria dell'Origine e delle cose notabili di Montevergine... Raccolta dal R.P.D. Vincenzo Verace et ordinata e ridotta nel modo che si vede da Tomaso Costo, in Napoli, appresso Horatio Salviani & Cesare Cesari MDLXXXV
- Tommaso Costo ,Istoria dell'Origine del Sagratissimo luogo di Montevergine, in Vinezia, appresso Barezzo Barezzi 1591